# Сологуб Віталій Олексійович
 Віта́лій Олексі́йович Сологу́б (8 серпня 1926, Краматорськ — 17 грудня 2004, Київ) — профспілковий, партійний та державний діяч УРСР. Кандидат у члени ЦК КПУ в 1966—1971 роках. Член ЦК КПУ в 1971—1990 роках. Кандидат у члени Політичного бюро ЦК КП України з 20 березня 1971 по 14 вересня 1973 року. Член Політичного бюро ЦК КП України з 14 вересня 1973 по 31 березня 1990 року. Кандидат у члени ЦК КПРС в 1971—1990 роках. Депутат Верховної Ради СРСР 9—11-го скликань. Депутат Верховної Ради УРСР 6—11-го скликань, член Президії Верховної Ради УРСР. Кандидат технічних наук (1965).

## Біографія
Народився 8 серпня 1926 року в місті Краматорську (нині Донецької області) в родині робітника.
З 1941 року працював токарем Іркутського заводу імені Куйбишева у РРФСР, з 1944 року — токарем Старокраматорського машинобудівного заводу імені Орджонікідзе Сталінської області.
З 1946 року, після закінчення Краматорського машинобудівного технікуму, працював технологом цеху, конструктором, старшим інженером-конструктором, начальником бюро інструментів і пристроїв, начальником центральної вимірювальної лабораторії Старокраматорського машинобудівного заводу імені Орджонікідзе. Член ВКП(б) з 1947 року.
У 1952 році закінчив машинобудівний факультет Всесоюзного заочного політехнічного інституту в Москві, інженер-механік.
З 1953 по 1961 рік — секретар парткому, парторг ЦК КПРС на Старокраматорському машинобудівному заводі, у 1961–1963 роках — директор Старокраматорського машинобудівного заводу імені Орджонікідзе Донецької області.
З 11 липня 1963 року по грудень 1964 року — 2-й секретар Донецького промислового обласного комітету КПУ. З грудня 1964 по березень 1971 року — 2-й секретар Донецького обласного комітету КПУ.
У 1965 році захистив дисертацію в Київському політехнічному інституті. Кандидит технічних наук.
З березня 1971 по березень 1990 року — голова Української республіканської ради професійних спілок. Член Президії ВЦРПС.
З березня 1990 року — на пенсії. З 1997 по 2002 рік — голова правління ДАСК «Укрінмедстрах». Жив у Києві. Помер 17 грудня 2004 року у Києві, похований на Байковому кладовищі (ділянка № 52а).

## Нагороди
Нагороджений чотирма орденами Трудового Червоного Прапора (,7.08.1986), орденом Жовтневої Революції, орденом Дружби народів, медалями.

## Вшанування пам'яті
2 грудня 2008 року у Києві, на будинку по вулиці Шовковичній, 8/20, де Віталій Олексійович проживав разом з родиною з 1971 по 2003 рік, йому встановлено меморіальну дошку (бронза, граніт; барельєф).